# 广义金合欢属
广义金合欢属，也叫广义相思树属，是以阿拉伯金合欢为模式种的一个旧属，属下有1300多个物种，分布于亚洲、非洲、澳洲、美洲的热带和亚热带地区。
由于这一广义属是多系群，澳大利亚植物学家莱斯利·佩德利按照惯例把它拆分出三个属：
- 狭义金合欢属：分布于除了欧洲以外的各大洲，100多种。
- 狭义相思树属：分布于澳洲以及太平洋、印度洋部分岛屿（包括台湾岛），1000多种。
- 儿茶属：分布于除了欧洲以外的各大洲，200多种。

不过，国际植物学大会的决议却将广义金合欢属的学名保留给分布范围狭窄但物种数目占优势的狭义相思树属，并把模式种从阿拉伯金合欢改成原产澳洲的羽脉相思树。于是变动后的狭义金合欢属不能再用的学名，只能改用。
目前，广义金合欢属拆分成七个属：
- 狭义相思树属
- 儿茶属
- 狭义金合欢属